# Арсланбек
Арсланбек — село в Ногайском районе Дагестана. Входит в Арсланбековский сельсовет.

## Географическое положение
Село расположено на севере Дагестана на дороге Терекли-Мектеб — Кизляр на канале Суллу-Чубутла, в 39 км к юго-востоку от райцентра (селения Терекли-Мектеб).

## Население
| 1926 | 2010 | 2021 |
| ---- | ---- | ---- |
| 213  | ↘0   | ↗75  |